# Tegenaria pallens
Espèce
Tegenaria pallens est une espèce d'araignées aranéomorphes de la famille des Agelenidae.

## Distribution
Cette espèce est endémique du Kohguilouyeh-et-Bouyer-Ahmad en Iran,. Elle se rencontre à Gatchsaran dans la grotte Gakal.

## Description
Le mâle holotype mesure 7,60 mm et la femelle paratype 8,90 mm.

## Systématique et taxinomie
Cette espèce a été décrite par Zamani et Marusik en 2023.

## Publication originale
- Zamani, Darvishnia & Marusik, 2023 : « New data on cave spiders (Arachnida: Araneae) of Iran, with new species and records. » Zootaxa, no 5361(3), p. 345-366.